# Ismaël Doukouré
Ismaël Landry Doukouré (Rijsel, 24 juli 2003) is een Frans voetballer die bij voorkeur als centrale verdediger speelt. Hij tekende in 2022 voor RC Strasbourg.

## Clubcarrière
In juli 2020 tekende Doukouré zijn eerste profcontract bij Valenciennes. Op 17 oktober 2020 debuteerde hij in de Ligue 2 tegen FC Sochaux. Op 29 januari 2022 tekende hij een contract tot medio 2026 bij RC Strasbourg. 
1 Petrović ·
3 Delaine ·
4 Sow ·
6 Lemaréchal ·
7 Moreira ·
8 Santos ·
9 Luković ·
10 Emegha ·
11 Sahi ·
12 Wiley ·
14 Mara ·
15 Nanasi ·
16 Risser ·
17 Diong ·
18 Mwanga ·
19 Diarra  ·
20 Perea ·
22 Doué ·
23 Sarr ·
24 Sylla ·
25 Gomis ·
26 Bakwa ·
28 Senaya ·
29 Doukouré ·
30 Johnsson ·
36 Bellarouch ·
40 Sebas ·
77 Sobol ·
Coach: Rosenior
· Assistent-trainer: Charaï